# Millersburg, Ohio
Millersburg är administrativ huvudort i Holmes County i delstaten Ohio. Orten har fått sitt namn efter bosättaren Charles Miller. Enligt 2010 års folkräkning hade Millersburg 3 025 invånare.